# 川西町営バス
川西町営バス（かわにしちょうえいバス）は、山形県東置賜郡川西町にて運行している自治体バスである。
以前は、
1. 川西町有バス（東沢バス）
2. 川西町スクールバス（玉庭バス）
3. 川西町民バス

の3種別が存在し、それらをまとめて「町営バス」としていたが、現在は「川西町スクールバス」のみが一般乗車可能な路線バスとして残っている。

## 沿革
- 1971年4月 - 「東沢バス」運行開始。川西町が道路運送法101条許可取得のうえ、東沢観光開発有限会社を設立して運営を任せる。
- 1984年4月 - 中学校の統合により、「東沢バス」にスクールバスの機能を追加。
- 1991年9月 - 住民混乗型のスクールバスとして「玉庭バス」運行開始（民間バス廃止代替）。
- 1993年4月 - 「東沢バス」を町直営に移行。
- 1996年4月 - 「町民バス」運行開始。当時は循環系統。
- 2000年11月 - 公立置賜総合病院の開業に伴い、「町民バス」を3系統に変更。
- 2006年4月1日 - 「デマンド型乗合交通」の運行開始に伴い、町営バスの路線削減。
  - 「町民バス」は廃止。
  - 「東沢バス」は一般混乗廃止（スクールバス専用化）。
  - 「玉庭バス」は運行本数削減、学休日（土曜・日曜・夏休み・年末・年度末など）は運休に。

## 概要
- 料金は10円単位の区間制で、小学生以下は半額、通学利用の学生及び、大人同伴の幼児（未就学児）2人目までは無料。65歳以上の高齢者には区間に合わせて減免措置あり。　
  - 回数券は10回分の料金で11枚綴りのものがある。定期券は通勤定期券、通学定期券、通園定期券があり、それぞれ1ヶ月用、3ヶ月用がある。
- 運行形態は、スクールバス混乗方式で、自家用自動車（白ナンバー車）による有償運送である。

## 路線
以下の路線がある。
川西町スクールバス（玉庭バス）
- 第一中学校 - 羽前小松駅 - 置農入口 - 新田口 - 酒町 - 玉庭センター - 玉庭小前 - 中程 - 上和合

### かつて運行していた路線

#### 川西町有バス（東沢バス）
※全バス停掲載　括弧内は一部便のみ経由
上奥田経由
- 第一中学校 - 天神町 - 羽前小松駅 - 五日町 - ひげ町十字路 - 東陽寺前 - 奥田西線入口 - 奥田西線T字路 - ポンプ庫前 - バス車庫 - （下在家公民館） - 下在家入口 - 東沢小学校 - 農協東沢支所 - 奥田西線出口 - 大舟上組公民館前 - 御伊勢峠入口

下在家経由
- 羽前小松駅 - 館野 - 高原資材庫 - 下在家 - 下在家公民館　下在家入口 - 農協東沢支所 - 奥田西線出口 - 大舟上組公民館前 - 御伊勢峠入口

- 料金は10円単位の区間制。
- 日曜・祝祭日及び年末年始（12/28～1/3）は運休。但し、下在家経由は火曜日のみの運行。
- 運行形態は、スクールバス混乗方式で、自家用自動車（白ナンバー車）による有償運送だった。

#### 川西町民バス
南北線
- 公立置賜総合病院 - 大塚 - 小松 - 下小松 - 上小松 - 時田方面

東まわり線
- 公立置賜総合病院 - 大塚 - 高豆蒄 - 高山 - 吉田 - 下平柳 - 莅 - 東大塚 - 尾長島 - 堀金 - 時田 - 上小松方面

- 料金は300円均一。
- 運行を民間に委託する、いわゆる21条バスだった。

町営バスの車両
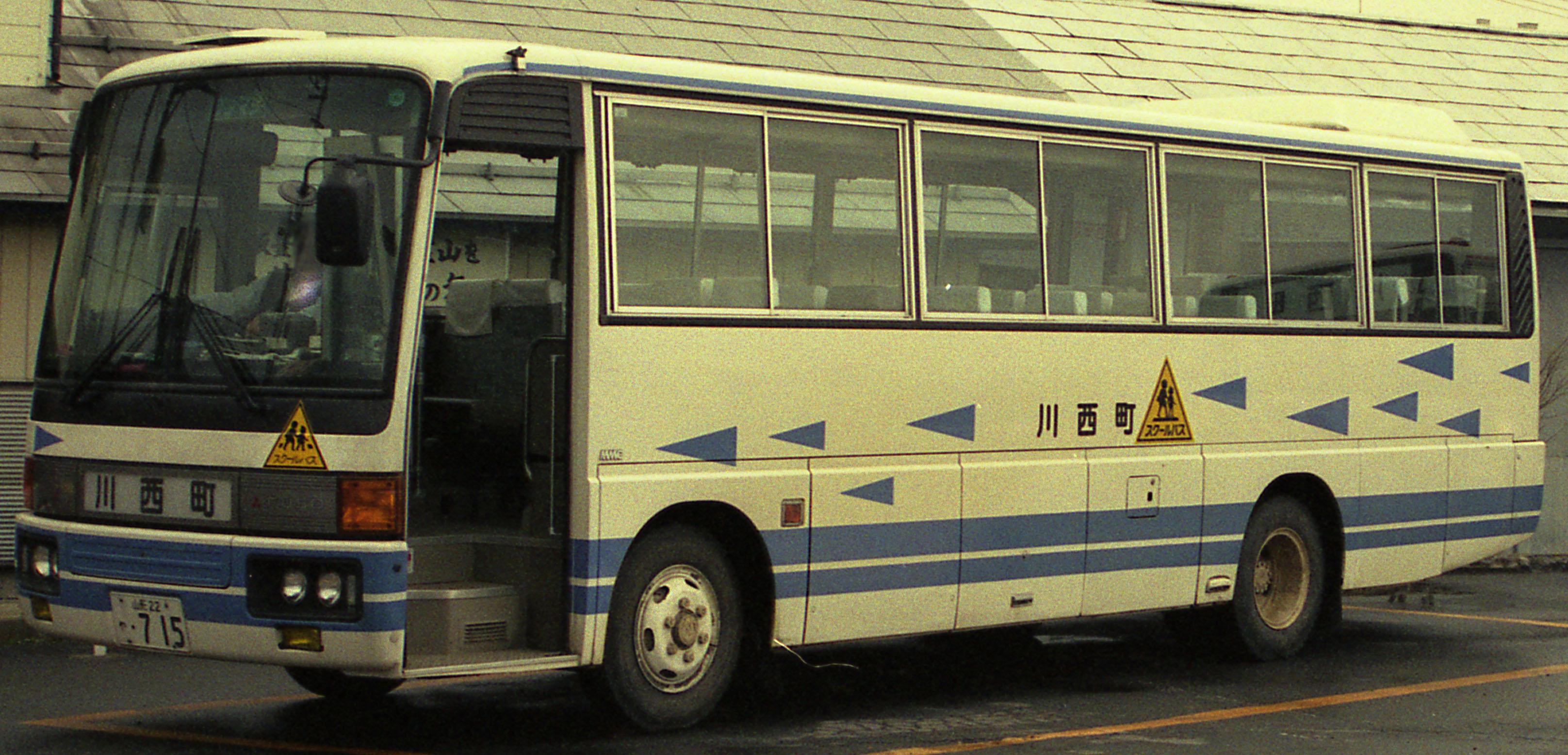
1997年当時の車両
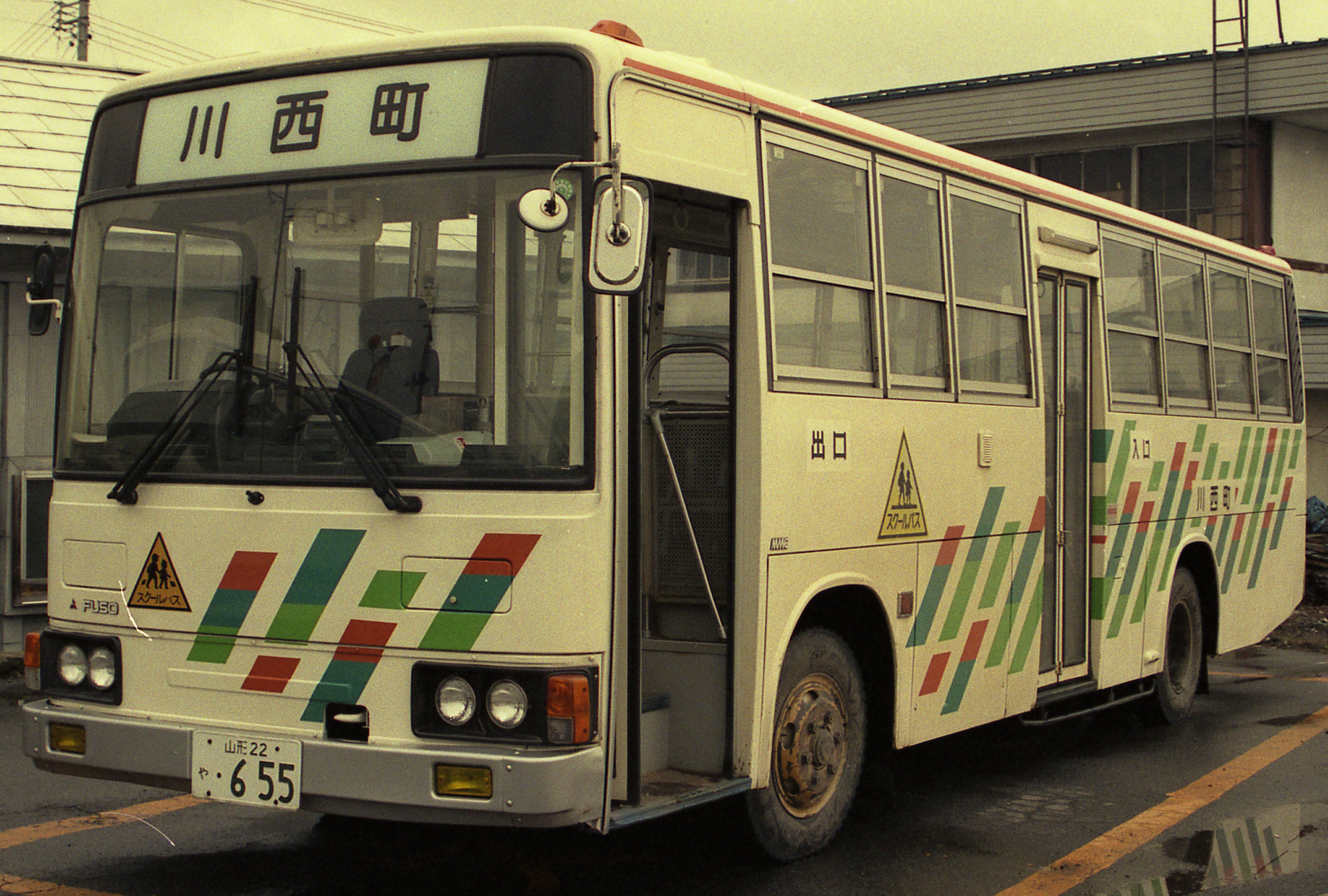
1997年当時の車両